# Língua catalã
O catalão (català), pronúncia: /kətəˈla/ ou /kataˈla/, é uma língua românica derivada do latim vulgar falado pelos romanos na Idade Antiga. Distribuído por uma superfície de 68 730 km², os seus 10 milhões de falantes distribuem-se por toda a vertente oriental da Península Ibérica, Ilhas Baleares e na cidade de Algueiro (na Sardenha). O idioma possui cinco grandes dialetos (valenciano, norte-ocidental, central, balear e rossilhonês), que juntamente com o algueirês se dividem em 21 variantes agrupadas em dois grandes blocos: o catalão ocidental e o oriental. A norma padrão do catalão é estabelecida pelo Instituto de Estudos Catalães, baseando-se na ortografia, gramática e dicionário de Pompeu Fabra i Poc. Em território valenciano, a Academia Valenciana da Língua regula as variantes específicas dessa região usando as Normas de Castelló, adaptada à fonologia do catalão ocidental e integrando os rasgos distintivos dos dialetos valencianos.
Com os Decretos do Novo Plano, o catalão foi substituído como língua administrativa pelo castelhano, em 1716 na Catalunha, e no País Valenciano em 1707. Na Catalunha do Norte já fora substituído pelo francês em 1700. A oficialidade foi recuperada no último quartel do século XX, com a Transição Espanhola, depois da entrada em vigor dos diferentes Estatutos de Autonomia da Catalunha, Ilhas Baleares e do País Valenciano.
A ordem padrão das frases é sujeito-verbo-objeto, apesar de estar sujeita a mudanças em certos tipos de frases como em orações interrogativas e algumas relativas. A morfologia do catalão é semelhante à do resto de línguas românicas, com relativamente poucas flexões, dois géneros, nenhum caso (exceto nos pronomes pessoais, com vestígios da declinação latina) e distinção entre singular e plural. Os adjetivos também variam segundo género e número. A prosódia apresenta um acento tónico que pode ser marcado através de um acento gráfico. Possui uma variedade vocálica média, com oito sons vocálicos diferentes. Uma característica própria do idioma é a maneira através da qual se forma o passado perifrásico, um tempo verbal singular que combina o verbo anar (ir) com o auxiliar no infinitivo (noutras línguas esta combinação é usada para eventos futuros).
No final do século XIV já se constata a denominação desta língua, entre outros nomes, como valenciano, denominação oficial que recebe na Comunidade Valenciana. Historicamente ocorreram conflitos tanto sobre a denominação de "valenciano" como sobre a catalogação deste como língua independente ou dialeto da língua catalã; estas discussões são consideradas encerradas em parte por diferentes sentenças do Tribunal Superior de Justiça da Comunidade Valenciana assim como da Academia Valenciana da Língua, que reconhecem a unidade da língua. Atualmente, de modo a evitar potenciais conflitos, a Academia Valenciana da Língua refere o seguinte:
É um facto que na Espanha existem duas denominações igualmente legais para designar esta língua: a de valenciano, estabelecida no Estatuto de Autonomia da Comunidade Valenciana, e a de catalão, reconhecida nos Estatutos de Autonomia da Catalunha e Ilhas Baleares.Original (em catalão): És un fet que a Espanya hi ha dos denominacions igualment legals per a designar esta llengua: la de valencià, establida en l'Estatut d'Autonomia de la Comunitat Valenciana, i la de català, reconeguda en els Estatuts d'Autonomia de Catalunya i les Illes Balears. (em catalão)

## Classificação
O catalão é uma língua indo-europeia e encontra-se entre os grupos galo-românico e ibero-românico das línguas românicas. No entanto, existe alguma contestação quanto à maneira como é classificada. Em Gramàtica del català contemporani, o catalão é classificado dentre as línguas românicas ocidentais, numa posição intermédia entre as famílias galo-românica e ibero-românica. O idioma surge no contexto do grupo galo-romance e aí se manteve até ao século XV, sofrendo a partir de então de uma clara influência do castelhano. Comparando-o com as diferentes línguas românicas, o catalão foi frequentemente considerado como língua-ponte ou de transição entre as línguas ibero-românicas e as galo-românicas. Outros estudos mais recentes classificam o catalão dentro do diassistema das línguas occitano-romances, um conjunto linguístico diferenciado no contexto românico.
Posições minoritárias dentro da linguística catalã, mas maioritárias no contexto da linguística occitana, afirmam que, conforme critérios de inteligibilidade mútua, semelhança linguística e tradição literária comum entre o catalão e o occitano, ambas línguas seriam passíveis de ser classificadas como dialetos de um mesmo idioma. Sobre esta questão os pais da romanística, como Wilhelm Meyer-Lübke ou Friedrich Christian Diez, incluíram o catalão como parte integrante do conjunto occitano.
As classificações divergentes apresentam-se a seguir:
| - Românico - Italo-ocidental - Galo-ibérico - Galo-românico - Occitano-românico - Catalão | - Românico - Italo-ocidental - Galo-ibérico - Ibero-românico - Ibero-oriental - Catalão |

## Aspectos sociais e culturais

### Âmbito geográfico
A língua catalã é falada numa faixa que discorre pela vertente oriental da Península Ibérica, com início a norte, em Salses, e término em Guardamar do Segura, a sul. Uma denominação que tenta agrupar toda esta área linguística, não isenta de contestação devido ao caráter ideológico que foi adquirindo, é a dos Países Catalães, cunhada no final do século XIX e popularizada por Joan Fuster na sua obra Nosaltres, els valencians.
| Estado  | Território            | Nome nativo                        | Notas | Catalunha do Norte Catalunha Algueiro Faixa de Aragão Comunidade Valenciana Carxe Sardenha (Itália) Aragão (Espanha) Região de Múrcia (Espanha) França Andorra Ilhas Baleares |
| ------- | --------------------- | ---------------------------------- | --- | --- |
| Andorra | Andorra               | Andorra                            | Estado soberano onde o catalão é a única língua própria, nacional e oficial. | Catalunha do Norte Catalunha Algueiro Faixa de Aragão Comunidade Valenciana Carxe Sardenha (Itália) Aragão (Espanha) Região de Múrcia (Espanha) França Andorra Ilhas Baleares |
| França  | Catalunha do Norte    | Catalunya Nord                     | Antigos territórios tributários dos condados do Rossilhão e da Cerdanha que fizeram parte da Monarquia Hispânica até ao Tratado dos Pirenéus (1659). Atualmente corresponde-se quase totalmente com o departamento dos Pirenéus Orientais. É a língua habitual de 3,5% da população, exceto na comarca occitana de Fenolheda. Em Perpinhã é co-oficial juntamente com o francês. | Catalunha do Norte Catalunha Algueiro Faixa de Aragão Comunidade Valenciana Carxe Sardenha (Itália) Aragão (Espanha) Região de Múrcia (Espanha) França Andorra Ilhas Baleares |
| Espanha | Catalunha             | Catalunya                          | Língua própria e co-oficial juntamente com o castelhano e o occitano (língua própria do Vale de Arão). | Catalunha do Norte Catalunha Algueiro Faixa de Aragão Comunidade Valenciana Carxe Sardenha (Itália) Aragão (Espanha) Região de Múrcia (Espanha) França Andorra Ilhas Baleares |
| Espanha | Comunidade Valenciana | Comunitat Valenciana País Valencià | Língua própria da maioria do território e co-oficial juntamente com o castelhano. Recebe o nome de valenciano. | Catalunha do Norte Catalunha Algueiro Faixa de Aragão Comunidade Valenciana Carxe Sardenha (Itália) Aragão (Espanha) Região de Múrcia (Espanha) França Andorra Ilhas Baleares |
| Espanha | Faixa de Aragão       | La Franja Franja de Ponent         | Parte oriental da comunidade autónoma de Aragão que compreende as comarcas da Ribagorça, Llitera, Baixo Cinca e Matarranha. | Catalunha do Norte Catalunha Algueiro Faixa de Aragão Comunidade Valenciana Carxe Sardenha (Itália) Aragão (Espanha) Região de Múrcia (Espanha) França Andorra Ilhas Baleares |
| Espanha | Ilhas Baleares        | Illes Balears                      | Composta pelas ilhas de Maiorca, Minorca, Ibiza e Formentera. | Catalunha do Norte Catalunha Algueiro Faixa de Aragão Comunidade Valenciana Carxe Sardenha (Itália) Aragão (Espanha) Região de Múrcia (Espanha) França Andorra Ilhas Baleares |
| Espanha | Carche                | El Carxe                           | Zona serrana da Região de Múrcia, povoada em finais do século XIX por valencianos. | Catalunha do Norte Catalunha Algueiro Faixa de Aragão Comunidade Valenciana Carxe Sardenha (Itália) Aragão (Espanha) Região de Múrcia (Espanha) França Andorra Ilhas Baleares |
| Itália  | Algueiro              | L'Alguer                           | Cidade na província de Sassari, na Sardenha. | Catalunha do Norte Catalunha Algueiro Faixa de Aragão Comunidade Valenciana Carxe Sardenha (Itália) Aragão (Espanha) Região de Múrcia (Espanha) França Andorra Ilhas Baleares |

### Número de falantes
Os falantes de catalão estão sobretudo distribuídos pelas suas áreas de domínio linguístico, sendo que diversos estudos e sondagens realizados estimam que nela existam entre 9 a 10 milhões de falantes, e que cerca de 91% da sua população entenda o idioma. Fora deste âmbito, o Instituto Ramon Llull promove o ensino da língua, cultura e literatura catalãs em universidades e outras instituições de ensino. Em 2012, o catalão era a 27.ª língua do mundo em importância económica, de acordo com o índice Steinke, bem como a 14.ª mais falada na União Europeia.
| Território                       | Estado                           | Entende 1  | Fala 2    |
| -------------------------------- | -------------------------------- | ---------- | --------- |
| Catalunha                        | Espanha                          | 6,502,880  | 5,698,400 |
| Comunidade Valenciana            | Espanha                          | 3,448,780  | 2,407,951 |
| Ilhas Baleares                   | Espanha                          | 852,780    | 706,065   |
| Catalunha do Norte               | França                           | 203,121    | 125,621   |
| Andorra                          | Andorra                          | 75,407     | 61,975    |
| Faixa de Aragão                  | Espanha                          | 47,250     | 45,000    |
| Algueiro (Sardenha)              | Itália                           | 20,000     | 17,625    |
| Carxe (Múrcia)                   | Espanha                          | Sem dados  | Sem dados |
| Total territórios de fala catalã | Total territórios de fala catalã | 11,150,218 | 9,062,637 |
| Resto do mundo                   | Resto do mundo                   | Sem dados  | 350,000   |
| Total                            | Total                            | 11,150,218 | 9,412,637 |

1.↑  Incluem-se aqueles que manifestam falar a língua.
2.↑  Números relativos aos indivíduos que manifestam ser fluentes, não apenas aos falantes nativos.

### Meios de comunicação
Por todo o espaço da catalanofonia existem diferentes meios de comunicação em catalão. No âmbito da imprensa escrita, destacam-se as edições em catalão dos jornais La Vanguardia e El Periódico de Catalunya, os jornais diários exclusivamente em catalão El Punt Avui, Ara e L'Esportiu, a imprensa a nível comarcal (Segre, Regió 7, Diari de Girona ou El 9 Nou), as revistas El Temps ou Sàpiens e os diferentes jornais digitais (VilaWeb, Racó Català, Nació Digital, Ara.cat ou 324.cat).
As entidades autonómicas de rádio e televisão públicas conformam a maioria das transmissões audiovisuais em catalão, compondo-se pela CCMA (canais da TV3 e Catalunya Ràdio) e EPRTVIB (IB3 Televisió e IB3 Ràdio). A nível privado, as rádios RAC 1, Ràdio Flaixbac, Flaix FM e RAC 105 são de iniciativa privada; juntamente com as televisões 8tv, Estil 9 (Catalunha) e Canal 4 (Ilhas Baleares). A Comunidade Valenciana, através da Radiotelevisió Valenciana, dispôs entre 1989 e 2013 do único meio de comunicação em valenciano na comunidade, às quais se juntaram até 2011 as transmissões da TV3 e Catalunya Ràdio naquele território. Atualmente, dispõe de diários digitais em valenciano, entre os quais Levante-EMV ou La Veu del País Valencià.
No Rossilhão, a Ràdio Arrels é a única rádio local em língua catalã. O canal público France 3 transmite um noticiário cultural de 7 minutos cada sábado, ao qual se juntam as transmissões do magazine cultural Viure al País. No entanto, as transmissões dos canais de televisão e rádio da CCMA estão também disponíveis.

## História

### Idade Média

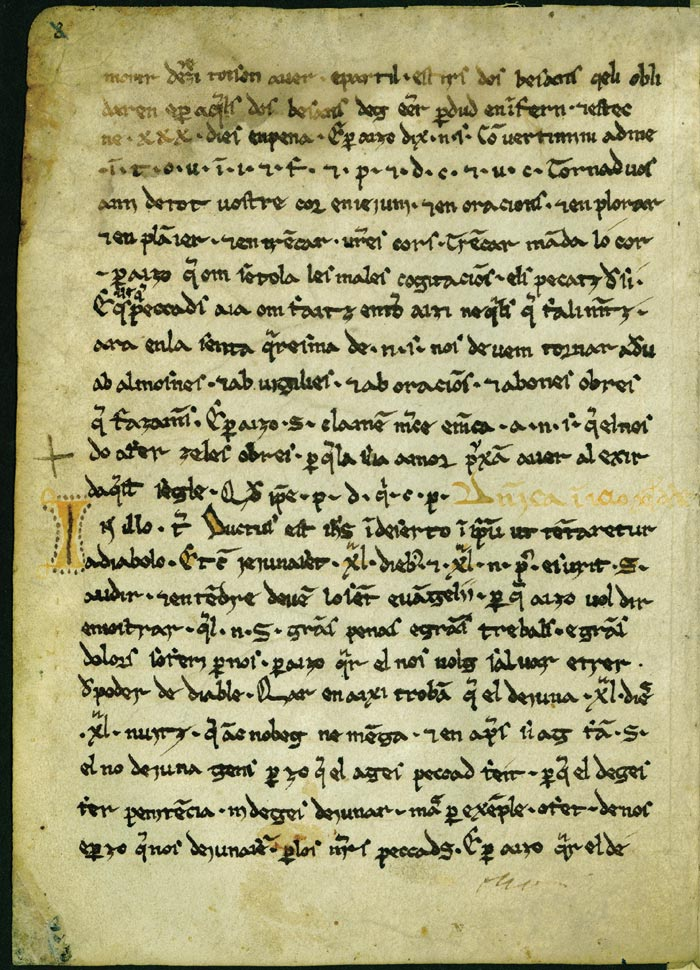
As Homilias de Organyà (Homilies d'Organyà, do séc. XII) são o primeiro documento literário escrito em catalão.

A língua catalã surge a partir da evolução do latim vulgar tanto a norte como a sul da zona oriental dos Pirenéus (condados do Rossilhão, Ampúrias, Besalú, Cerdanha, Urgell, Pallars e Ribagorça), bem como em territórios mais meridionais da antiga província romana da Hispania Tarraconense. No século IX, os condes catalães iniciam a conquista dos territórios do sul da Península Ibérica, para o qual foi essencial a separação do Condado de Barcelona do Império Carolíngio. É ao mesmo tempo que se constatam os primeiros registos desta evolução em forma escrita. Na Ata de consagração e dotação da catedral de Urgell, escrita em latim no ano de 819 ou 839, registam-se os primeiros topónimos em catalão, como Ferrera ou Palomera. Noutro texto do início do século XI, escrito em latim, são designadas várias árvores em catalão:
amoreiras III e oliveiras I e nogueiras I e macieiras e amendoeiras IIII e ameixeiras e figueirasOriginal (em catalão): morers III et oliver I et noguer I et pomer I et amendolers IIII et pruners et figuers... (em catalão)
Os primeiros documentos feudais escritos integramente em catalão datam do mesmo século. Entre os mais antigos constam o Juramento de Radulf Oriol, escrito num catalão arcaico e muito latinizado entre os anos 1028 e 1047; e as Queixas de Caboet, escrito entre 1080 e 1095. Em 1098 é escrito o Juramento de Paz e Trégua do conde Pedro Raimundo de Pallars Jussà ao bispo de Urgell. Em finais do século XII surgem as Homilias de Organyà, considerado o primeiro texto literário escrito em catalão. Do mesmo século datam as primeiras traduções ou adaptações de natureza jurídica com o Liber Iudiciorum (Livro dos Juízos), a mais antiga das quais se conserva no Arquivo Capitular de Urgell, em La Seu d'Urgell, e surge na primeira metade do século XII.
Apesar de a preceder, a Canção de Santa Fé de Agen não é considerado o primeiro texto literário nesta língua pelas dúvidas que rodeiam a sua classificação dentro das línguas catalã ou occitana. Trata-se de uma hagiografia de Santa Fé de Agen contada em 593 versos octossilábicos e escrita entre 1054 e 1076, das mais antigas numa língua romance.

Na Baixa Idade Média, a língua experimentou o seu período áureo em termos de produção literária e cultural através da aparição da prosa literária, com as obras de Raimundo Lúlio, e da historiografia, com as quatro grandes crónicas, culminando com as importantes contribuições no campo da poesia de Ausiàs March. A língua ganhou difusão por todo o Mediterrâneo graças às conquistas da Coroa de Aragão, começando por Maiorca e à qual se segue Valência, Sicília, Sardenha e finalmente, os ducados de Atenas e Neopatria. É também durante este período que o rei Pedro IV decide reformar a Chancelaria Real, levando à criação e popularização de uma norma culta para a língua e contribuindo desta forma para a legitimação e unidade da língua administrativa e literária.

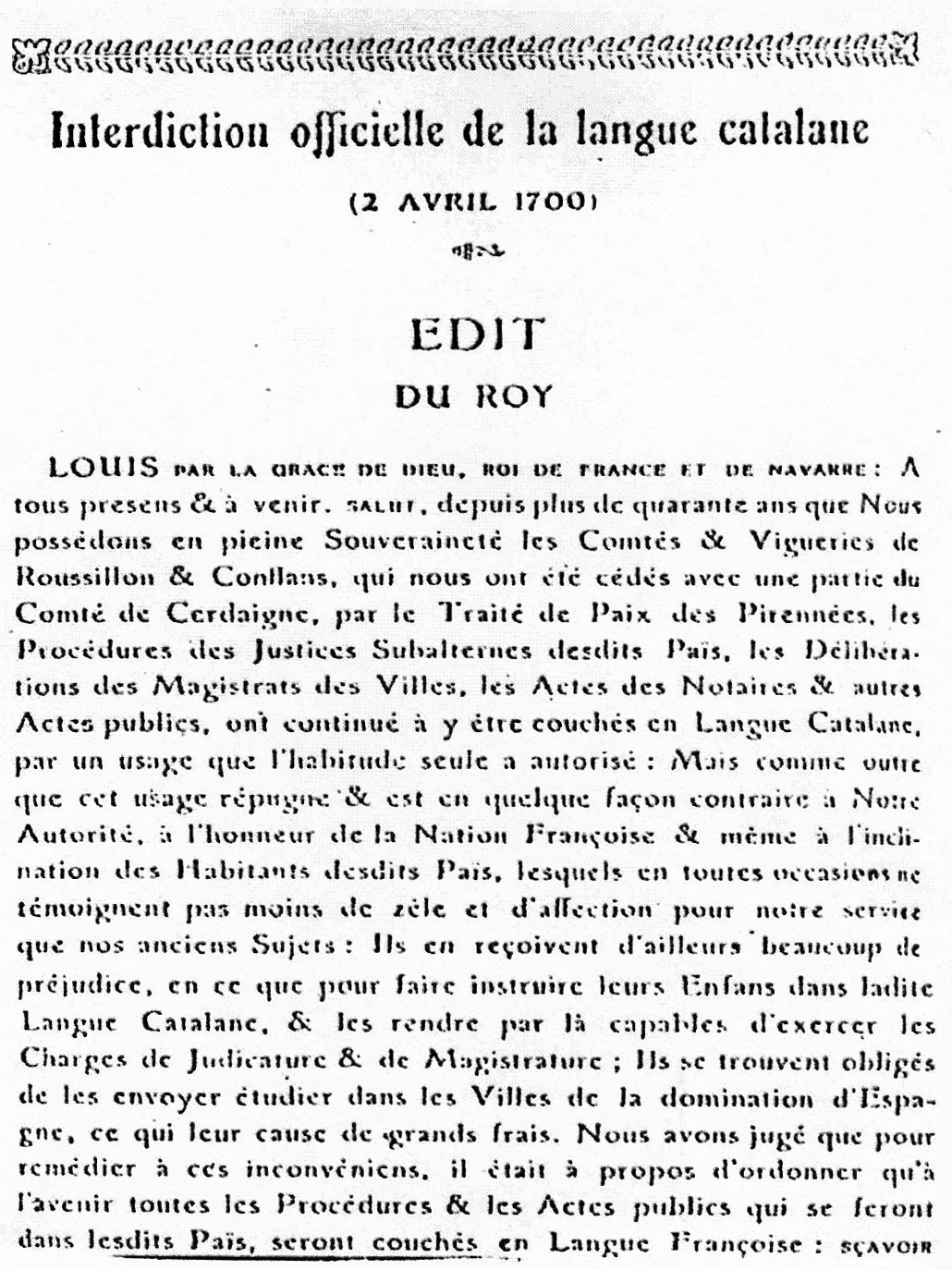
Decreto oficial de 2 de abril de 1700 que proibiu o uso da língua catalã na França.

### Do século XV à atualidade
Durante o século XVI, a maior parte da elite valenciana mudou de língua para o castelhano, como pode ser visto pela quantidade de livros impressos na cidade de Valência: no início do século, o latim e o catalão (ou valenciano) eram as principais línguas da imprensa, mas no final do século a língua de Castela era o principal idioma da imprensa. As regiões rurais e a classe trabalhadora urbana, no entanto, ainda continuaram a falar sua língua vernacular.
Durante a primeira metade do século XIX o catalão e o valenciano experimentaram um importante renascimento entre as elites graças à "Renaixença", um movimento cultural romântico. Os efeitos deste renascimento persistem ainda hoje.
O uso do catalão foi proibido no Principado da Catalunha na esfera oficial desde a promulgação dos Decretos do Novo Plano (1716), no País Valenciano (1707) e em Maiorca e Ibiza (1715). Na Catalunha do Norte já se havia aplicado uma proibição semelhante em 1700. Menorca passou para soberania britânica em 1713. Estas proibições estiveram em vigor exceto em breves períodos durante a primeira e segunda república espanholas nos territórios catalanófonos de Espanha e até à introdução dos diferentes estatutos de autonomia entre 1978 e 1983, exceto na Faixa.
Durante o regime de Franco (1939-1975), o uso do catalão foi banido, da mesma forma que as outras línguas regionais na Espanha, como o basco e o galego. Após a morte de Franco em 1975 e a restauração da democracia, recuperou o seu estatuto e a língua catalã é hoje usada na política, educação e nos meios de comunicação social.

## Características

### Vocalismo

#### Rasgos em relação ao grupo galo-românico
- Relação: Queda das vogais átonas finais exceto -A (MURU-, FLORE- → mur, flor) em oposição ao grupo ibero-românico, que as conserva, exceto -E (muro mas flor/chor), ou em italo-românico que preserva todas estas características (muro, fiore).
- Oposição: Conservação quase geral do som do -u- latim (catalão oriental lluna [ˈʎunə], catalão ocidental lluna [ˈʎuna/ɛ], occitano luna [ˈlynɔ], francês lune [lyn]). Apenas o dialeto capcinês adotou o -u- galo-românico.

#### Rasgos em relação ao occitano
- Relação: O catalão apresenta uma grande variedade de ditongos e termos monossilábicos: ([aj] rai, [ej] rei, [aw] cau, [ew] beu, [ow] pou, etc.)
- Oposição: Redução do ditongo AU para "o aberto" [ɔ] (CAULIS, PAUCU- → col, poc)

#### Rasgos em relação ao castelhano
- Oposição: Preservação de [ɛ] e [ɔ].

### Morfologia
- O catalão balear conserva o article salat (< latim IPSE), provavelmente anterior à forma derivada, ILLE. Este artigo conservou-se apenas de maneira predominante no sardo e está em perigo de extinção, caso não tenha já desaparecido, nalgumas áreas da Provença e Sicília.
- Os artigos mais comuns (e regulados) são el, la, els, les (nos dialetos norte-ocidental e algueirês ainda persistem as formas masculinas lo, los)
- Contrariamente às variedades ibero-romances, o catalão pratica algumas elisões fonéticas. Algumas são grafadas, como el + home > l'home enquanto que outras não, como em quinze anys [ˈkinz ˈaɲs].
- Os possessivos gerais (ex: el meu gos) como em italiano (il mio cane), português (o meu cão), alguns dialetos occitanos (roerguês, linguadociano, gascão pirenaico e niçardo). Existe também uma outra forma de possessivo (com presença variada de acordo com os dialetos) usada essencialmente para certos membres da família i/o para expressar um grau de afinidade elevado (ex: mon pare; em valenciano ma casa, ma vida).
- O feminino plural forma-se, à semelhança do asturiano, com "-es" (casa > cases).
- Possui plurais sensíveis (ao contrário do francês; Ex: un pas > des pas) que se formam com -os. Ex: gos > gossos, peix > peixos. Opõe-se assim ao castelhano e occitano linguadociano, que usam -es (ex: mes > meses).
- Ausência quase completa do partitivo à semelhança das línguas ibero-românicas e em contraste com as línguas galo-românicas (ex: vull pa, port. quero pão, mas fr. je veux du pain).
- Formação do pretérito através de perífrase com uma conjugação especial do presente do verbo anar (ir). Ex: jo vaig dir (que geralmente substitui jo diguí).

### Consonantismo
- Rasgos da Romãnia ocidental:
  - Sonorização de -P-, -T-, -C- intervoccálicas para -b-, -d-, -g- (CAPRA, CATENA, SECURU- → cabra, cadena, segur)
- Rasgos partilhados com o galo-romance:
  - Conservação dos grupos iniciais PL, CL, FL- (PLICARE, CLAVE-, FLORE- → plegar, clau, flor). Este rasgo, partilhado com as línguas galo-românicas, contrasta-se geralmente com as línguas ibero-românicas, que os perderam (castelhano llegar, llave, português chegar, chave).
  - De forma semelhante ao francês, português e occitano, sonorizam-se as consoantes surdas obstruentes quando o primeiro fonema da palavra seguinte é uma vogal ou consoante surda, como por exemplo na pronúncia valenciana: els homes [eɫs] e [ˈɔmes] → [eɫˈzɔmes]; peix bo [ˈpe(j)ʃ] e [ˈbɔ] → [ˈpe(j)ʒˈβɔ]; blat bord [ˈblat] e [ˈboɾt] → [ˈbladˈboɾt].
- Rasgos partilhados com o occitano (linguadociano)
  - Queda do -N- intervocálico transformada em final no léxico (PANE-, VINU- → pa, vi). Em oposição ao linguadociano, o plural conserva [n] (ex: pans, vins) fora do dialeto setentrional, o rosselhonês.
  - Ensurdecimento das consoantes finais: verd [t], àrab [p].
- Rasgos específicos e exclusivos à língua catalã:
  - -D- intervocálico final transforma-se em -u (PEDE-, CREDIT →peu, (ell) creu)
  - -C + e, i, final →-u (CRUCE- → crou > creu)
  - As terminações -TIS na flexão verbal (2.ª pessoa do plural) derivam em -u (MIRATIS → miratz → mirau → mirau/mireu.
- Palatalizações consonânticas (dispersadas pelo resto da România):
  - Palatalização de L- inicial (LUNA, LEGE → lluna, llei). Também presente no dialeto foixenco (occitano) e no âmbito asturo-leonês.
  - Palatalização de -is- [jʃ]/[ʃ] precedida de -X-, SC- (COXA, PISCE- → cuixa, peix)
  - /k/ + [e], [i], [j] → *[ts] → [s]; CAELU- → cel [ˈsɛɫ].
  - /ɡ/ + [e], [i], [j] → *[dʒ] → [ʒ]/[dʒ]; GELU- → gel [ˈʒɛɫ].
  - /j/ → *[dʒ] → [ʒ]/[dʒ]; IACTARE → gitar [ʒiˈta]
  - -ly-, -ll-, -c'l-, -t'l- → ll [ʎ]; MULIERE- → muller; CABALLU- → cavall, também existem outros casos como villa → vila, onde se simplificou a geminació; AURICULA → *oric'la → orella; UETULU- → *vet'lu → vell.
  - -ni-, -gn-, -nn- → ny [ɲ]; LIGNA → llenya; ANNU- → any rasgo partilhado com o castelhano.
- Os outros rasgos, também originais, possuem uma abrangência superior às línguas românicas.
  - Redução dos grupos consonânticos -MB-, -ND→ -m-, -n- (CAMBA, CUMBA, MANDARE, BINDA > cama, coma, manar, bena), rasgo partilhado com o occitano gascão e linguadociano meridional.
  - Presença de geminadas: setmana [mm], cotna [nn], bitllet [ʎʎ], guatla [ɫɫ], intel·ligent [ɫɫ]. Rasgos quase extintos no dialeto valenciano. Apenas partilhados com o occitano e variedades itálicas.

### Léxico
O léxico básico catalão parece demonstrar mais afinidades com o grupo galo-românico do que com o ibero-românico. Estas semelhanças são ainda mais pálidas quando comparadas com o occitano (exemplificado está o dialeto linguadociano).
- FENESTRA > finestra (oc. fenèstra/finèstra, fr. fenêtre, it. finestra) e VENTU- > ventana (cast.), JANUELLA > janela (port.)
- MANDUCARE > menjar (oc. manjar, fr. manger, it. mangiare) e COMEDERE > comer (cast. e port.)
- MATUTINU- > matí (oc. matin, fr. matin/matinée, it. mattino/mattina) e HORA MANEANA > mañana (cast.), amanhã (port.)
- PARABOLARE > parlar (oc. parlar, fr. parler, it. parlare) e FABULARE > hablar (cast.), falar (port.)
- TABULA > taula (oc. taula, fr. table, it. tavola) e MENSA > mesa (cast. e port.).

#### Exemplos
| - Bon dia – Bom dia - Bona tarda – Boa tarde - Bona nit – Boa noite - Moltes gràcies – Muito obrigado - Adéu – Adeus - Fins després – Até logo - Fins demà – Até amanhã - A reveure – Até a próxima - Si us plau ou Sisplau – Por favor - Benvingut – Bem-vindo - Com et dius? – Como te chamas? - No l'entenc – Não o entendo | - Dilluns – Segunda-feira - Dimarts – Terça-feira - Dimecres – Quarta-feira - Dijous – Quinta-feira - Divendres – Sexta-feira - Dissabte – Sábado - Diumenge – Domingo - Avui – Hoje - Ahir – Ontem - Demà – Amanhã | - Gener – Janeiro - Febrer – Fevereiro - Març – Março - Abril – Abril - Maig – Maio - Juny – Junho - Juliol – Julho - Agost – Agosto - Setembre – Setembro - Octubre – Outubro - Novembre – Novembro - Desembre – Dezembro | - Jo – Eu - Tu – Tu - Ell – Ele - Ella – Ela - Vostè – Você - Nosaltres – Nós - Vosaltres – Vós - Ells – Eles - Elles – Elas - Vostès – Você |

- 1: u / un (masc.) - una (fem.)
- 2: dos (masc.) - dues (fem.)
- 3: tres
- 4: quatre
- 5: cinc
- 6: sis
- 7: set
- 8: vuit/huit (na maior parte do País Valenciano)
- 9: nou
- 10: deu

### Alfabeto e caracteres
O alfabeto utilizado é o alfabeto catalão. Apesar disto, existem alguns livros da época medieval e textos em catalão algemiado (escrito com caracteres árabes ou hebreus). Exemplo disto são algumas das lápides do Centro Bonastruc Saporta de Girona, escritas com caracteres hebreus.

### Sistema de escrita
O sistema de escrita também apresenta certas peculiaridades. O catalão apresenta uma característica única, a escrita do dígrafo denomidado ele geminado — ela geminada: ⟨l·l⟩ (como em intel·ligent). Outra característica especial é o ⟨ny⟩ [ɲ] que também se encontra no húngaro, línguas filipinas, malaio, indonésio e em diversas línguas africanas. Também é de notar a grafia ⟨-ig⟩, pronunciada [t͡ʃ] depois de uma vogal e [it͡ʃ] depois de uma consoante, representada em poucas palavras (como faig, maig, mig ([mit͡ʃ]), desig ([deˈzit͡ʃ]) puig, raig, Reig, roig, vaig, veig) ou a representação com ⟨t⟩ + consoante das consonantes duplas em: ⟨tm⟩, ⟨tn⟩, ⟨tl⟩ i ⟨tll⟩ e o africamento em: ⟨ts⟩, ⟨tz⟩, ⟨tx⟩, ⟨tg⟩ i ⟨tj⟩ (setmana, cotna, Betlem, bitllet, potser, dotze, jutge, platja).

### Gramática
Os substantivos e adjetivos catalães declinam-se em género e número. Os substantivos pertencem a um de dois géneros — masculino, através da forma um/uma, e feminino através de uma/umas. À semelhança dos determinantes, os adjetivos têm de concordar em género e número com o nome que acompanham. Por exemplo, o sintagma "el noi senzill" ("o rapaz singelo") pode ser flexionado da seguinte maneira:
|           | Singular         | Plural              |
| --------- | ---------------- | ------------------- |
| Masculino | el noi senzill   | els nois senzills   |
| Feminino  | la noia senzilla | les noies senzilles |

No caso dos nomes que podem ser tanto masculinos como femininos, prefere-se a forma feminina e adiciona-se habitualmente o sufixo -a; por exemplo em gat/gata o nen/nena. Da mesma maneira, existem também numerosos adjetivos que apresentam formas diferenciadas consoante o género (home/dona, bou/vaca), que formam o feminino de forma especial (emperador/emperadriu, metge/metgessa) ou que possuem a mesma forma para os dois géneros (estudiant, portaveu). Em casos específicos, um nome pode mudar de género se mudar de número. Assim, diz-se "l'art paleocristià" (arte paleocristã) mas "les belles arts" (as belas artes).
As frases seguem o esquema SVO, apesar de se permitir a variação na ordem dos elementos por questões estilísticas ou para dotar de maior relevância uma determinada informação. A palavra mais importante da frase é o verbo, sem a qual não existe uma oração gramatical.

### Relação entre línguas românicas
| Glossa                 | Catalão           | Occitano       | Sardo (Campidanês)   | Italiano  | Francês        | Castelhano           | Romeno             |
| ---------------------- | ----------------- | -------------- | -------------------- | --------- | -------------- | -------------------- | ------------------ |
| primo                  | cosí              | cosin          | fradili              | cugino    | cousin         | primo                | văr                |
| irmão                  | germà             | fraire         | fradi                | fratello  | frère          | hermano              | frate              |
| sobrinho               | nebot             | nebot          | nabodi               | nipote    | neveu          | sobrino              | nepot              |
| verão, estio           | estiu             | estiu          | beranu               | estate    | été            | verano, estío        | vară               |
| tarde, serão           | vespre            | ser, vèspre    | sera                 | sera      | soir           | tarde-noche          | seară              |
| manhã, matina          | matí              | matin          | menjanu              | mattina   | matin          | mañana               | dimineață          |
| frigideira, fritadeira | paella            | padena         | paella               | padella   | poêle          | sartén               | tigaie             |
| cama, leito            | llit              | lièch, lèit    | letu                 | letto     | lit            | cama, lecho          | pat                |
| ave, pássaro           | ocell             | aucèl          | pilloni              | uccello   | oiseau         | ave, pájaro          | pasăre             |
| cão, cachorro          | gos, ca           | gos, canh      | cani                 | cane      | chien          | perro, can           | câine              |
| ameixa                 | pruna             | pruna          | pruna                | prugna    | prune          | ciruela              | prună              |
| manteiga               | mantega           | bodre          | burru, butiru        | burro     | beurre         | mantequilla, manteca | unt                |
| Glossa                 | Catalão           | Occitano       | Sardo (Campidanês)   | Italiano  | Francês        | Castelhano           | Romeno             |
| pedaço, bocado         | tros              | tròç, petaç    | arrogu               | pezzo     | morceau, pièce | pedazo, trozo        | bucată             |
| cinza, gris            | gris              | gris           | grisu                | grigio    | gris           | gris, pardo          | gri                |
| quente                 | calent            | caud           | callenti             | caldo     | chaud          | caliente             | cald               |
| demais, demasiado      | massa             | tròp           | tropu                | troppo    | trop           | demasiado            | prea               |
| querer                 | voler             | vòler          | bolli                | volere    | vouloir        | querer               | a voi              |
| tomar, levar           | prendre           | prene, prendre | pigai                | prendere  | prendre        | tomar, prender       | a prinde, a lua    |
| rezar, orar, pregar    | pregar            | pregar         | pregai               | pregare   | prier          | rezar/rogar          | a se ruga          |
| pedir, perguntar       | demanar/preguntar | demandar       | dimandai, preguntai  | domandare | demander       | pedir, preguntar     | a cere, a întreba  |
| procurar, buscar       | cercar/buscar     | cercar         | ciccai               | cercare   | chercher       | buscar               | a cerceta, a căuta |
| chegar                 | arribar           | arribar        | arribai              | arrivare  | arriver        | llegar               | a ajunge           |
| falar, palrear         | parlar            | parlar         | chistionnai, fueddai | parlare   | parler         | hablar               | a vorbi            |
| comer (calão papar)    | menjar            | manjar         | pappai               | mangiare  | manger         | comer                | a mânca            |

| Latim     | Catalão | Catalão            | Castelhano | Castelhano         |
| --------- | ------- | ------------------ | ---------- | ------------------ |
| accostare | acostar | "aproximar"        | acostar    | "deitar (na cama)" |
| levare    | llevar  | "remover, acordar" | llevar     | "levar"            |
| trahere   | traure  | "remover"          | traer      | "trazer"           |
| circare   | cercar  | "procurar"         | cercar     | "cercar"           |
| collocare | colgar  | "enterrar"         | colgar     | "pendurar"         |
| mulier    | muller  | "mulher"           | mujer      | "mulher ou esposa" |

### Amostras de texto
Texto selecionado da novela de 1970 de Manuel de Pedrolo, Un amor fora ciutat.
| Original                                              | Tradução livre                                          |
| Tenia prop de divuit anys quan vaig conèixer          | Tinha cerca de dezoito anos quando conheci              |
| en Raül, a l'estació de Manresa.                      | o Raül, na estação de Manresa.                          |
| El meu pare havia mort, inesperadament i encara jove, | O meu pai havia morrido, inesperadamente e ainda jovem, |
| un parell d'anys abans, i d'aquells temps             | um par de anos antes; e daquela época                   |
| conservo un record de punyent solitud.                | conservo uma memória de pungente solidão.               |
| Les meves relacions amb la mare                       | A relação com a minha mãe                               |
| no havien pas millorat, tot el contrari,              | não melhorou; pelo contrário,                           |
| potser fins i tot empitjoraven                        | talvez até tenha piorado                                |
| a mesura que em feia gran.                            | à medida que ia crescendo.                              |
| No existia, no existí mai entre nosaltres,            | Não existia, não existiu nunca entre nós                |
| una comunitat d'interessos, d'afeccions.              | interesses comuns, afeição.                             |
| Cal creure que cercava… una persona                   | Acho que procurava… uma pessoa                          |
| en qui centrar la meva vida afectiva.                 | sob a qual centrar a minha vida afetiva.                |

## Dialetos
Em 1861, Manuel Milà i Fontanals propôs a divisão da língua em dois grandes blocos, oriental e ocidental. Não existe uma linha precisa que os divida por existir sempre uma zona de transição bastante ampla entre cada par de dialetos, exceto nas Ilhas Baleares. As diferenças mais destacáveis entre os dois blocos são:
- Catalão ocidental:
  - As vogais átonas são: [a] [e] [i] [o] [u]. Existe uma diferenciação entre e e a e entre o e u.
  - O x inicial ou pós-consonântica é africada /tʃ/. Entre vogais ou quando precedida de um i, é /jʃ/.
  - Pronúncia de Ē ("e" largo) e Ǐ ("i" breve) tónicas do latim [e].
  - A 1.ª pessoa do presente do indicativo termina em -e (valenciano) ou -o (norte-occidental e de transição).
  - Os verbos incoativos da 3.ª conjugação formam-se com -ix, -ixen, -isca.
  - Conservação da nasal plural medieval em palavras proparoxítonas: hòmens, jóvens.
  - Existência de vocabulário específico: espill, xiquet...
- Catalão oriental:
  - As vogais átonas são: [ə] [i] [u]. As vogais e e a em posição átona convertem-se em /ə/ e o o e u transformam-se /u/ (da mesma forma, conserva-se /o/ em Maiorca).
  - O x em posição inicial, após consoante ou antecedido de i é fricativo /ʃ/.
  - Os Ē ("e" largos) e Ǐ ("i" breves) tónicos do latim pronunciam-se [ɛ] (na maioria das Baleares pronunciam-se [ə] e, em alguerês (em Alguer, Sardenha) como [e]).
  - Antiga tendência para o ieísmo de certas palavras históricas (rasgo estigmatizado e em forte retrocesso na Catalunha, com frases como "la paia a l'ui").
  - A 1.ª pessoa do presente do indicativo é -o (central), -i (setentrional) e zero (Baleares e alguerês).
  - Os verbos incoativos da 3.ª conjugação formam-se com -eix, -eixen, -eixi.
  - O -n- do plural nasal medieval das palavras proparoxítonas cai: homes, joves.
  - Existência de vocabulário específico: mirall, noi/al·lot...

Nenhum dos dialetos é completamente homogéneo e todos eles se dividem em diversos subdialetos:
| Divisão dialetal | |                                                                            |
| Bloco ocidental a) Norte-ocidental 1. Ribagorçano i. Benasquês (CA < > AN) 2. Palharês b) Ocidental de transição 1. Valenciano de transição ou tortosino 2. Matarranhês c) Valenciano 1. Castelhonês 2. Apitxat 3. Valenciano meridional 4. Alicantino 5. Valenciano murciano. Extinto, rasgos lexicais e gramaticais transferidos para o panotxo ou murciano Dialetos de transição entre blocos a) Xipella* (oriental < > ocidental) 1. Solsonês b) Salat da Marinha* (maiorquino > valenciano) | Bloco oriental a) Setentrional (rosselhonês) 1.Capcinês 2.Setentrional de transição b) Central 1. Salat da Costa Brava* 2. Barcelonês 3. Tarragonês c) Baleárico 1. Maiorquino i. Solherico ii. Polhencino 2. Menorquino i. Menorquino oriental ii. Menorquino ocidental 3. Ibizenco i. Ibizenco oriental ii. Ibizenco ocidental iii. Vilatano d) Alguerês | Outros a) Patuet de Alguer (extinto) b) Judeocatalão (extinto) c) Catanhol |

## Influências linguísticas
O catalão é considerado uma língua galo-românica, isto porque, o catalão e o occitano estiveram em conta(c)to durante muitos anos por razões geopolíticas. O século XIX começa com uma invasão francesa que anexa, temporariamente, a Catalunha ao Império francês o que vem acentuar ainda mais as semelhanças entre o catalão e o occitano, que por sua vez tem também semelhanças com o francês. A língua occitana pode ser classificada como língua de adstrato, isto é, influenciam-se mutuamente, o catalão e o occitano. Quanto às línguas de substrato em relação ao Latim, na época da romanização da Península Ibérica, temos as línguas dos povos gregos e cartagineses que habitavam na zona da atual Catalunha que, embora seja débil, é evidente na toponímia e algum léxico. Depois da romanização da Península Ibérica, o catalão foi evoluindo, tal como as outras variedades ibéricas, chegando a uma certa altura em que os falantes começaram a consciencializar-se que o que falavam não era mais o latim vulgar, trazido por soldados e "plebeu", mas sim um dialeto que com o tempo havia-se distanciado da sua origem latina. Isto pode ser observado através de textos da altura escritos por pessoas pouco letradas que escreviam no seu "dialeto" (catalão na atualidade) e que através dos seus testemunhos deixavam escapar algumas "catalanices", desrespeitando a norma, que na época seria o Latim vulgar. Após a romanização da Península, esta é invadida por povos germânicos, os Visigodos, que expulsos pelos francos instalaram-se na Península, fazendo de Toledo a sua capital. Mas rapidamente, os Visigodos, perceberam o quão romanizada estava a Península e decidiram ao invés de impor a sua língua, adquirir a língua autóctone. Portanto, o superstrato germânico neste caso, reduz-se apenas a antropónimos, topónimos e algum léxico, ainda que pouco, por exemplo: guerra, espia e elmo (tipo de capacete). A maior influência foi, claramente, a influência da língua occitana, devido ao seu contacto permanente com a língua, invasões, etc. Influências posteriores às já referidas, é o castelhano, sendo este o mais flagrante, devido ao seu contacto e pressão sobre o catalão. Em 1137 dá-se a união entre o Reino de Aragão e o Condado de Barcelona, ou seja, a Catalunha aumentou o seu território mantendo a sua corte que continuava a usar o Catalão como língua de comunicação. Mais tarde, em 1479, a Coroa de Aragão (que incluía já a Catalunha) une-se a Castela, o Reino que mais prosperava na época. Isto comportou para os catalães a perda de uma corte catalã o que viria a ter repercussões negativas para o catalão. Quanto mais Castela avançava, mais progredia o castelhano em relação às outras línguas. Desde a união de Aragão com Castela, isto em 1479, sensivelmente, o catalão tem vindo a mostrar um desequilibro em relação ao castelhano, como mostram os últimos estudos da situação actual da língua.
Quanto à influência catalã noutras línguas, temos o subdialeto dos dialetos meridionais do espanhol Ibérico, o Murciano. Este dialeto é falado na comunidade autónoma de Múrcia, que partilha alguns traços fonéticos com o catalão, salientando a conservação esporádica de surdas intervocálicas (acachar, pescatero)  e a manutenção do grupo -ns- (ansa e panso (cast.: asa e paso)). Também partilha, o Murciano, algum léxico com o aragonês e o catalão, isto porque, quando Múrcia foi reconquistada pelos cristãos a região foi repovoada com catalãs, valencianos e aragoneses o que influenciou o dialecto que hoje conhecemos como o Murciano.

### Entidades e organizações
- Acadèmia Valenciana de la Llengua
- Institut d'Estudis Catalans
- TermCAT: Centre de Terminologia i consulta de neologismes
- «Consorci per a la Normalització Lingüística» (em catalão, espanhol, francês e inglês)
- Òmnium Cultural
- Plataforma per la Llengua
- Instituto Brasileiro de Filosofia e Ciência Raimundo Lúlio

### Dicionários
- Diccionari de l'Enciclopèdia Catalana
- Diccionari Alcover-Moll
- Diccionari de l'Institut d'Estudis Catalans
- Diccionari de Valencià en línia
- Diccionari d'Ortografia i Pronunciació del Valencià de l'Acadèmia Valenciana de la Llengua
- Diccionari visual
- Optimot, consultes lingüístiques

### Portais
- Culturcat - Portal de la Generalitat de Cultura Catalana
- Web de la llengua catalana. Generalitat de Catalunya
- Àrea de Llengua. Govern de les Illes Balears
- Política Lingüística - Generalitat Valenciana